# Portal de Fontcalda
El Portal de Madoz o Portalet de Fontcalda era un dels quatre portals menors que hi havia a la muralla que envoltava la vila de Cardona.
Junt als quatre portals majors Portal de Graells, Portal de Barcelona, Portal de Sant Miquel i Portal de Fluges existien a la muralla de Cardona quatre portals de menors dimensions (també anomenats portalets o portelles) per permetre la comunicació amb indrets propers de la vila. Aquests portals menors foren el Portal de Fontcalda, el Portalet de la Pomalla, el Portalet del Vall i el Portalet de la Fira.
Degut al seu caràcter secundari respecte als portals majors aquests portalets han estat objecte d'obertures, tancaments i reformes en general que han alterat la seva morfologia, en alguns casos fent-los desaparèixer completament.

## Descripció
El portal de Fontcalda estava situat al nord-est de la vila i donava sortida al camí de Fontcalda i a la capella de la Santa Trinitat. La primera referència escrita que s'ha trobat d'aquesta portella data del 1391.
El portalet va funcionar fins a l'obertura, en el pany de muralla superior, d'una nova porta coneguda com el Rastrillo (nom amb què encara avui és coneguda l'entrada al poble) que va restar oberta fins que va ser reformada en el període 1850-1855 per donar entrada als carruatges arribats per la nova carretera de Manresa a Bassella. Aquest portalet, fet dins dels paràmetres neoclàssics, passà a ser anomenat Portal de Madoz. en honor de Pascual Madoz Ibáñez, governador de Barcelona i ministre d'Hisenda (a partir del 1855).
Fou enderrocat l'any 1929 junt un tram de muralla adjacent amb l'objectiu de millorar l'avinguda principal d'accés a la vila.